# Catherine Colonna
Pour les articles homonymes, voir Colonna.
Catherine Colonna, née le 16 avril 1956 à Tours (Indre-et-Loire), est une diplomate et femme politique française, élevée à la dignité d'ambassadrice de France.
Porte-parole de la présidence de la République sous Jacques Chirac de 1995 à 2004, elle est ministre déléguée aux Affaires européennes dans le gouvernement Dominique de Villepin, de 2005 à 2007.
Elle est ensuite représentante permanente de la France auprès de l'UNESCO (2008-2010) et de l'OCDE (2017-2019), ambassadrice extraordinaire et plénipotentiaire en Italie (2014-2017) et au Royaume-Uni (2019-2022).
Du 20 mai 2022 au 11 janvier 2024, elle est ministre de l'Europe et des Affaires étrangères dans le gouvernement Élisabeth Borne, sous la seconde présidence d'Emmanuel Macron.

## Biographie

### Famille et formation
Catherine Colonna naît à Tours le 16 avril 1956. Son père est un avocat, né et élevé dans un village corse, qui décide au lendemain de son mariage d'exploiter en Touraine la ferme de sa belle-mère, une directrice d'école à la retraite. Sa mère, licenciée en anglais, est une femme au foyer. Elle grandit dans la ferme familiale à Dolus-le-Sec, près de Loches. Elle a une sœur aînée, Anne-Marie.
Après avoir obtenu un DEA de droit public à l'université de Tours, elle poursuit ses études à l'Institut d'études politiques de Paris (section Service public, promotion 1980), puis intègre l'École nationale d'administration (ENA) dans la promotion Solidarité (1981-1983).

### Carrière professionnelle et diplomatique

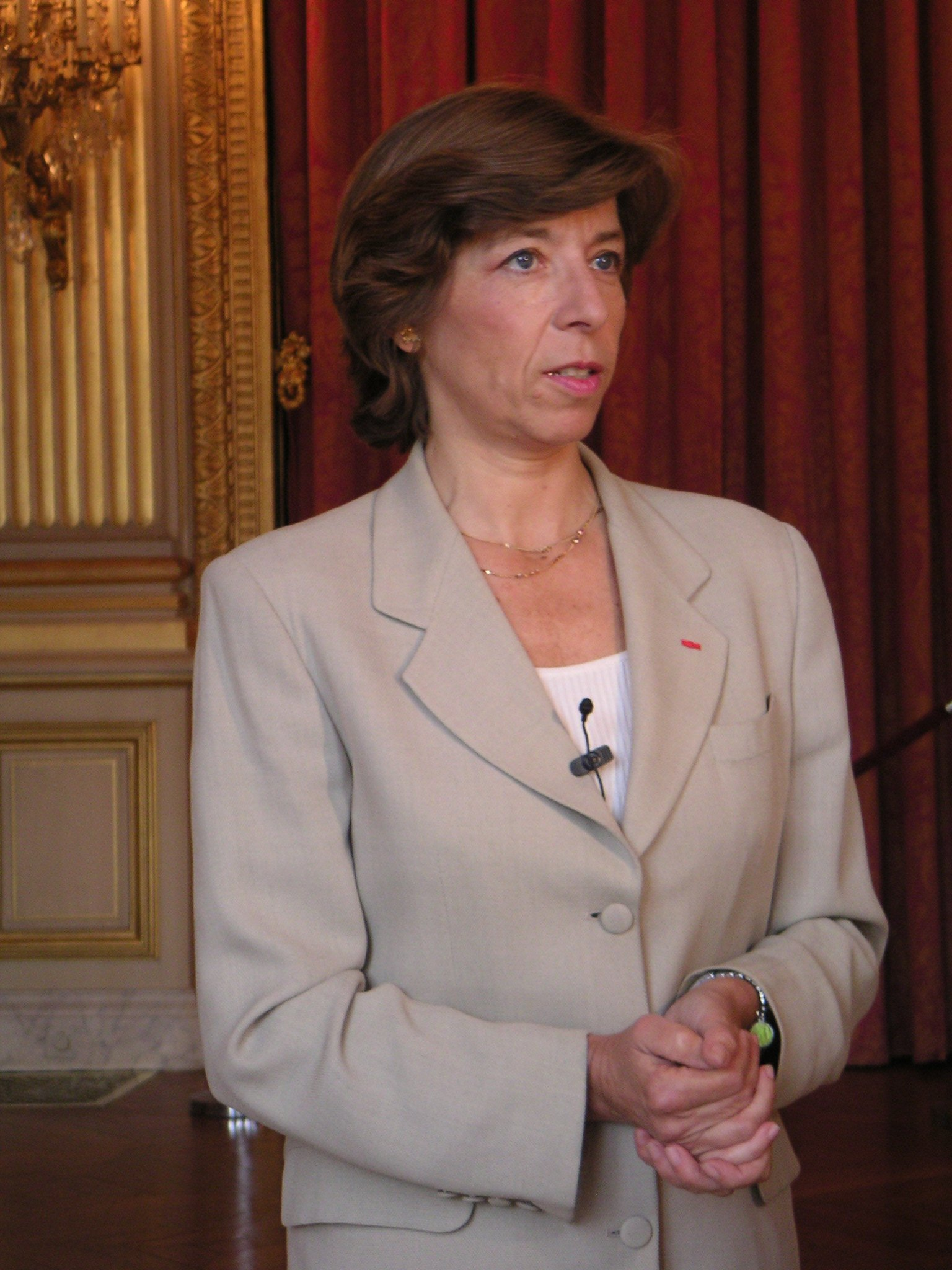
Catherine Colonna en 2007.

À sa sortie de l'ENA en 1983, elle choisit la carrière diplomatique. Pour son premier poste au ministère de l'Europe et des Affaires étrangères elle est nommée à l'ambassade de France aux États-Unis, à Washington, d'abord au service politique puis au service de presse et d'information (1983-1986).
À son retour à Paris, elle est chargée du droit européen à la direction des affaires juridiques du ministère des Affaires étrangères de 1986 à 1988, puis devient conseiller technique 1988 au cabinet de Maurice Faure, ministre d'État, ministre de l'Équipement de François Mitterrand. Mi-1989, peu avant la chute du mur de Berlin, elle rejoint le Centre d'analyse et de prévision du Quai d'Orsay, où elle est chargée des questions européennes en plein mouvement. Elle deviendra ensuite l'une des porte-paroles du Quai d'Orsay de 1990 à 1993, à la direction de la Communication et de l'Information du ministère des Affaires étrangères, puis porte-parole adjointe du ministère après l'arrivée au Quai d'Orsay en 1993, d'Alain Juppé, et de son directeur de cabinet Dominique de Villepin.
Elle est présidente du Centre national du cinéma et de l'image animée de 2004 à mai 2005.
Le 26 mars 2008, elle est nommée ambassadrice de la France auprès de l'UNESCO.
En décembre 2010, elle décide de rejoindre le cabinet de conseil en communication Brunswick en tant que managing partner.
Depuis mai 2008, elle est membre du conseil d'administration de la fondation Chirac, initiée par l'ancien président de la République. Elle est également vice-présidente du Conseil franco-britannique (2009-2014), présidente du conseil d'administration du Centre international d'études pédagogiques (CIEP) de 2008 à 2011 et présidente du conseil d'administration de l'École du Louvre de 2010 à 2014 et membre du Conseil culturel de la Monnaie de Paris depuis 2008.
Elle a rejoint le conseil de surveillance du groupe BPCE d'avril à juillet 2014, tout en conservant ses fonctions au sein du groupe Brunswick, avant sa nomination comme ambassadrice à Rome.
Elle est ambassadrice de France en Italie de septembre 2014 à septembre 2017.
Elle est nommée ambassadrice, représentante permanente de la France auprès de l'Organisation de coopération et de développement économiques (OCDE) le 4 octobre 2017 en Conseil des ministres.
Le 2 septembre 2019, elle est nommée ambassadrice de France au Royaume-Uni,.
Le 25 novembre 2020, Catherine Colonna est élevée en Conseil des ministres à la dignité d’ambassadrice de France. Elle est l'une des trois femmes élevées à cette dignité avec Sylvie Bermann (2019) et Anne-Marie Descôtes (2020).

## Parcours politique

### Responsabilités sous Jacques Chirac
En mai 1995, Jacques Chirac en fait sa porte-parole à l'Élysée. Elle occupe cette fonction pendant plus de neuf ans. Après la réélection de Jacques Chirac en 2002, souhaitant quitter ses fonctions pour retrouver l'une de ses passions, elle est nommée directrice générale du Centre national de la cinématographie en septembre 2004, ainsi que vice-présidente du festival de Cannes.

### Ministre déléguée aux Affaires européennes
Mais après le référendum sur l'Europe et à l'occasion du changement de gouvernement, le 2 juin 2005, elle est rappelée aux affaires publiques et nommée ministre déléguée aux Affaires européennes du gouvernement Villepin et le restera deux ans jusqu'au 15 mai 2007. À l'automne de la même année et jusqu'à l'été 2008, elle fait partie de la Commission du Livre blanc sur la politique étrangère et européenne, pilotée par Alain Juppé,.

### Ministre de l'Europe et des Affaires étrangères

#### Nomination

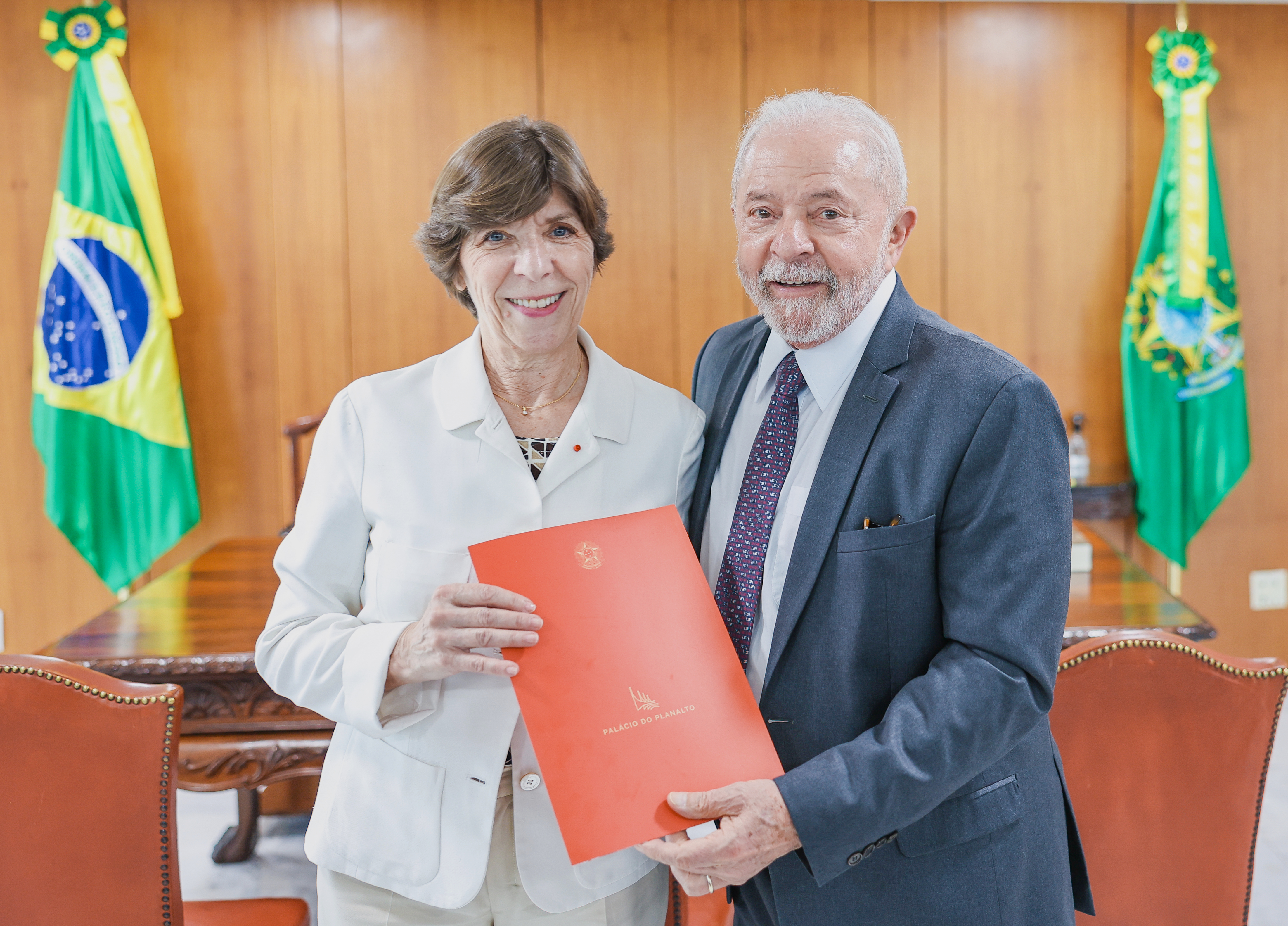
Catherine Colonna avec le président du Brésil Lula da Silva en février 2023.

Le 20 mai 2022, Catherine Colonna est nommée ministre de l'Europe et des Affaires étrangères dans le gouvernement Élisabeth Borne, sous la seconde présidence d'Emmanuel Macron. Elle est la deuxième femme, après Michèle Alliot-Marie entre 2010 et 2011, à se voir confier ce portefeuille ministériel,.
Peu après sa nomination, Mediapart révèle des signalements à son encontre pour des faits de harcèlement moral envers ses collaborateurs à Rome et Londres,.

#### Réforme de la haute fonction publique
Dès sa prise de fonction, Catherine Colonna doit faire face à une vague de contestation au sein de son propre ministère. Celle-ci est liée à une réforme de la Haute fonction publique française qui prévoit la suppression de deux corps diplomatiques afin d'inciter les ambassadeurs et autres diplomates français à travailler dans d'autres ministères. De nombreux membres du Quai d'Orsay se sont opposés à cette réforme, craignant la disparition d'un corps diplomatique français professionnel. Selon Le Monde, la nomination de Catherine Colonna, une ambassadrice de carrière, a été interprétée comme un « message » à l'intention des contestataires. Toutefois, les relations se sont rapidement dégradées et des agents du ministère des Affaires étrangères ont fait grève le 2 juin 2022, une première en près de 20 ans. Selon l'un des grévistes, « nous ne voulons pas affaiblir la ministre, mais plutôt la conforter afin qu'elle puisse expliquer franchement au président que la réforme pose problème ». Catherine Colonna organise une première réunion avec les syndicats le 7 juin 2022.

#### Chine
Le 25 mai 2022, Catherine Colonna s'entretient par téléphone avec son homologue chinois, Wang Yi. Alors que des fichiers de la police du Xinjiang (en) prouvant le génocide culturel des Ouïghours sont publiés par des médias, dont Le Monde, elle appelle le régime chinois à faire preuve de transparence sur ces violations des droits de l'homme et à ne pas entraver le travail de Michelle Bachelet, la haute-commissaire aux droits de l’homme de l’Organisation des Nations unies, alors en déplacement au Xinjiang.

#### OTAN
Le 14 juin 2022, Catherine Colonna accompagne le président de la République Emmanuel Macron et le ministre des Armées Sébastien Lecornu en Roumanie pour rencontrer les militaires français déployés dans le cadre de la mission AIGLE de l'OTAN.
Le 25 juin 2022, dans un entretien au JDD, elle critique l'opposition de la Turquie à l'adhésion de la Finlande et de la Suède à l'OTAN et lui exige de « faire ses choix ».

#### Russie
Le 23 juin 2022, Catherine Colonna condamne la décision de la Russie d'expulser sans justification l'attaché culturel de l'ambassade de France en Russie.

#### Afrique
Le 15 juillet 2022, Catherine Colonna et le ministre des Armées Sébastien Lecornu se rendent au Niger. Ils rencontrent Hassoumi Massaoudou et Alkassoum Indatou, les ministres des Affaires étrangères et de la Défense nationale, puis le président Mohamed Bazoum. Les deux pays signent à cette occasion un prêt de 50 millions d'euros et un don de 20 millions d'euros au nom de l'Agence française de développement. Catherine Colonna et Sébastien Lecornu visitent ensuite la base aérienne 101 Niamey, une base aérienne française, puis la base militaire nigérienne d'Ouallam où forces militaires françaises et nigériennes coordonnent leurs opérations contre les groupes terroristes de l'État islamique et d'Al-Qaïda. Le voyage des ministres français se termine au village de Simiri où la France finance un projet de lutte contre la malnutrition. Leur déplacement au Niger marque le début d'une nouvelle politique française à l'égard de l'Afrique. Selon une source diplomatique française, Catherine Colonna et Sébastien Lecornu « incarne[nt] le binôme civil-militaire » au cœur de cette nouvelle politique.

#### Départ
Elle n'est pas reconduite dans ses fonctions lors de l'annonce du gouvernement Gabriel Attal le 11 janvier 2024 ; Stéphane Séjourné lui succède. En février 2024, l’ONU nomme Catherine Colonna, pour mener un comité indépendant afin d'évaluer la neutralité de l’UNRWA et de son fonctionnement.

## Distinctions

### Dignité
Le 25 novembre 2020, Catherine Colonna, ministre plénipotentiaire hors classe, est élevée à la dignité d'ambassadrice de France.

### Décorations
Le 25 mars 2005, Catherine Colonna est nommée au grade de chevalier dans l'ordre national de la Légion d'honneur. Faite chevalier de l'ordre le 13 octobre 2005, elle est promue au grade d'officier le 3 avril 2015 au titre de « ambassadrice extraordinaire et plénipotentiaire en Italie ». Faite officier de l'ordre le 22 janvier 2016, elle est promue au grade de commandeur le 3 juillet 2024 au titre de « ambassadrice de France, ancienne ministre ».
Elle est nommée directement au grade d'officier dans l'ordre national du Mérite le 11 novembre 2010 au titre de « ancienne ministre, présidente d'un établissement d'enseignement supérieur ; 27 ans de services civils ».
Elle est nommée ex officio au grade de commandeur dans l'ordre des Arts et des Lettres en tant que directrice générale du Centre national du Cinéma et de l'Image animée (CNC) et donc membre de droit du conseil de l'ordre des Arts et des Lettres, et le 20 novembre 2017 au grade de grand officier de l'ordre de l'Étoile d'Italie.
En 2001, Catherine Colonna est également nommée dans l'ordre de la Croix de Terra Mariana, troisième classe.